# Darijan Matić
Darijan Matić, slovenski nogometaš in trener, * 28. maj 1983, Ljubljana.
Med letoma 2006 in 2012 je odigral deset tekem za slovensko reprezentanco.